# Universidade Federal do Estado do Rio de Janeiro
L'Universidade Federal do Estado do Rio de Janeiro (UNIRIO) est l'une des quatre universités publiques fédérales de l'État de Rio de Janeiro, au Brésil. Fondée le 5 juin 1979, l'université possède plusieurs campus dans la ville de Rio de Janeiro dont deux dans les environs d'Urca.

## Anciens étudiants
- Danielle Anatólio, actrice (arts scéniques).